# Langenstraße 8 (Stralsund)
Das Haus Langenstraße 8 in Stralsund ist ein teilweise denkmalgeschütztes Bauwerk in der Langenstraße.

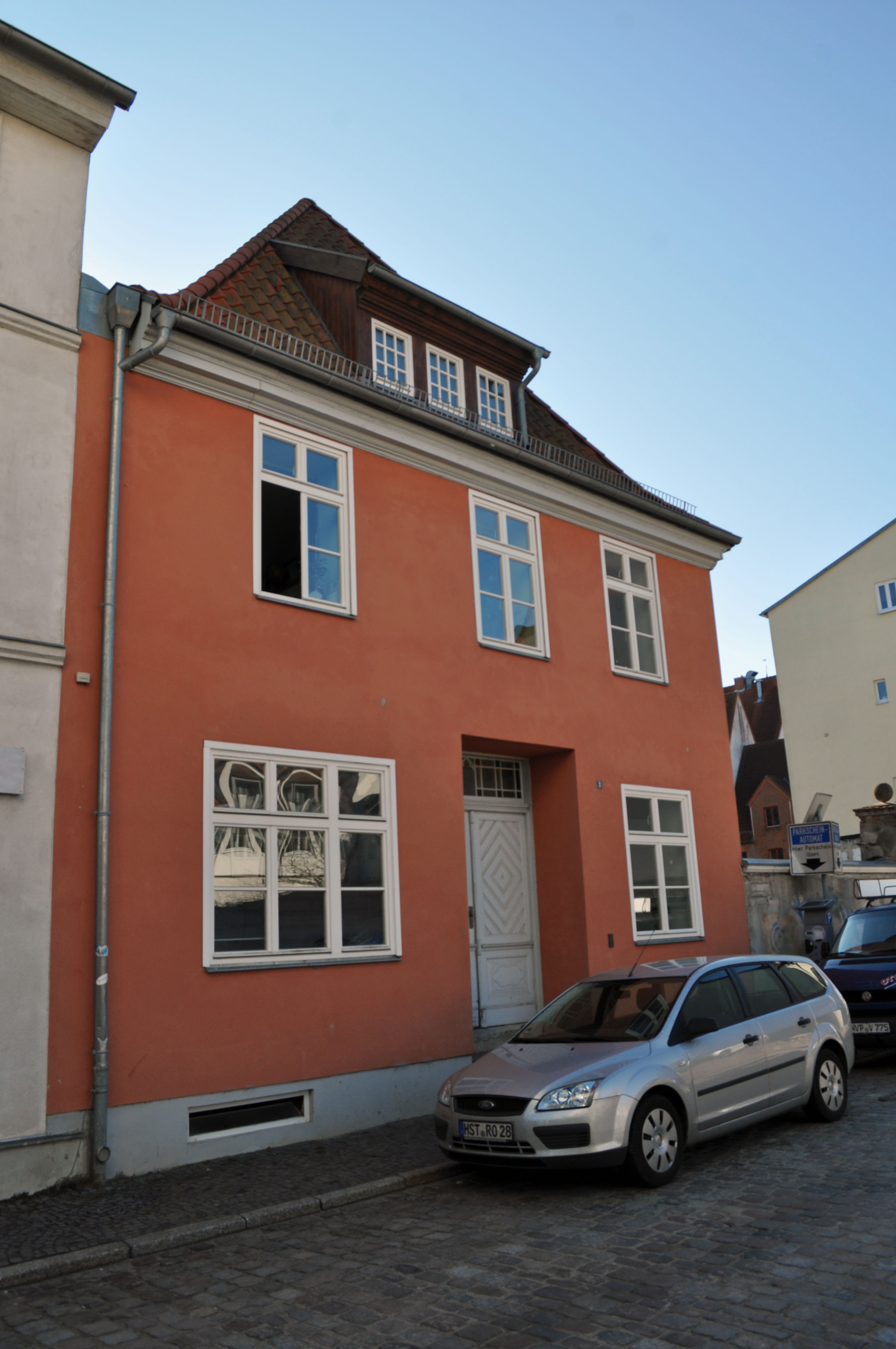
Haus Langenstraße 8 in Stralsund (2012)

Das Haus ist als zweigeschossiger Putzbau ausgeführt. Es wurde in der ersten Hälfte des 18. Jahrhunderts errichtet. Zum Hof hin weist das Haus einen Giebel auf, mittig ist die Tür angelegt. Die Hofbebauung wurde in der zweiten Hälfte des 19. Jahrhunderts in Fachwerk ausgeführt.
Keller und äußere Hülle vom Haus im Kerngebiet des von der UNESCO als Weltkulturerbe anerkannten Stadtgebietes des Kulturgutes „Historische Altstädte Stralsund und Wismar“ ist in die Liste der Baudenkmale in Stralsund eingetragen.